# Панасенко, Иосиф Николаевич
Ио́сиф Никола́евич Пана́сенко (укр. Йосип Миколайович Панасенко; 31 марта 1889 — 7 сентября 1965) — украинский музыкант, участник Полтавской капеллы бандуристов в 1925—1934 годах. Солист, первый тенор.

## Биография
После ликвидации властями Полтавской капеллы бандуристов в 1934 году Панасенко переехал в Киев (1934), на непродолжительный срок некоторых членов капеллы прикрепили к хору под руководством Нестора Городовенко (капелла «Думка»).
В октябре 1935 года стал участником Объединённой капеллы бандуристов под руководством М. Михайлова, где работал как солист вплоть до начала Второй мировой войны. Как тенор солист записал ряд произведений на пластинках в сопровождении капеллы бандуристов.
В 1935—1941 годах — солист Киевской государственной капеллы бандуристов. С 1942 года — артист Украинской капеллы бандуристов им. Т. Г. Шевченко в Детройте. Умер в Детройте 7 сентября 1965 года.
Был ведущим солистом и хорошим бандуристом, лирико-драматический тенор которого — один из лучших голосов капеллы. Именно он спел героику программы капеллы: «Марш Украина», «Закуковала та седая кукушка» и др. Как человек — чрезвычайно благородный, интеллигентный, был весьма предан кобзарскому делу. Когда по приезде в Детройт устроился на завод, там ему отрезало на станке четыре пальца левой руки. А харьковский метод игры задействует обе руки, но он не покинул капеллу. Сумел приспособиться, чтобы играть свою партию правой рукой, и бесперебойно принимал участие во всей деятельности капеллы, в частности турне по Европе 1958 года и др.
Длительное время был членом художественного совета капеллы, член её управы (секретарь). Он записал свои ценные воспоминания «К истории развития Капеллы бандуристов…», которые напечатались в журнале «Вести» (Миннеаполис, США, 1963), а позже почти полностью были включены в книгу Уласа Самчука «Живые струны». Как очевидец и участник, он подробно и интересно описывает историю Полтавской капеллы бандуристов от 1925 года. «Воспоминания» содержат примечательные упоминания о сотрудничестве с Гнатом Хоткевичем и о его попытке закрепить за капеллой статус государственной, что и произошло позже после слияния Полтавской и Киевской капелл в 1935 году. Историю Киевской капеллы он обошёл, очевидно, из-за того, что не был её непосредственным участником. Однако он был убеждённым апологетом, чтобы считать 1918 год и Хор Кобзарей истоком Украинской капеллы бандуристов имени Т. Шевченко.
В эмиграцию выехал с женой Ольгой Александровной, дочь которой — Алу — удочерил. Имели двух внучек.
На могильной плите (кладбище Эвергрин, Детройт) высечены ноты и слова его наиболее известного запева «По синему морю» (Из песни «Закуковала та седая кукушка»).